# Antônio José da Silva (político)
Antônio José da Silva (Mar de Espanha, 13 de junho de 1900 — ?) foi um político brasileiro. Exerceu o mandato de deputado federal constituinte pelo Distrito Federal em 1946.